# Jiangxi International Women's Tennis Open 2014
Il Jiangxi International Women's Tennis Open 2014 è stato un torneo professionistico di tennis femminile giocato sul cemento. È stata la 1ª edizione del torneo, che fa parte del WTA Challenger Tour 2014. Si è giocato a Nanchang in Cina dal 21 al 27 luglio 2014.

## Partecipanti

### Teste di serie
| Nazionalità | Giocatrice          | Ranking* | Testa di serie |
| ----------- | ------------------- | -------- | -------------- |
| Cina        | Peng Shuai          | 50       | 1              |
| Cina        | Zheng Jie           | 60       | 2              |
| Giappone    | Misaki Doi          | 85       | 2              |
| Thailandia  | Luksika Kumkhum     | 113      | 4              |
| Lussemburgo | Mandy Minella       | 115      | 5              |
| Cina        | Zheng Saisai        | 131      | 6              |
| Cina        | Duan Yingying       | 169      | 7              |
| Ucraina     | Julija Bejhel'zymer | 168      | 8              |

* Ranking al 14 luglio 2014.

### Altre partecipanti
Giocatrici che hanno ricevuto una wild card:
- Zheng Jie
- Peng Shuai
- Zheng Wushuang
- Wang Yafan

Giocatrici che sono passate dalle qualificazioni:
- Monique Adamczak
- Junri Namigata
- Tang Haochen
- Zhang Kailin

Giocatrici che sono state ripescate:
- Yang Zi

## Campionesse

### Singolare
Peng Shuai ha sconfitto in finale  Liu Fangzhou per 6-2, 3-6, 6-3.

### Doppio
Chuang Chia-jung /  Junri Namigata hanno sconfitto in finale  Chan Chin-wei /  Xu Yifan per 7–6(4), 6-3.